# Michael Klint
Michael Klint (født 3. december 1958 i København) er en prisbelønnet dansk journalist og dokumentarist. Han er opvokset på Nørrebro og uddannet på Journalisthøjskolen i Århus (afgang i 1986 efter praktik på Dagbladet i Ringsted og på Ekstra Bladet). Han har som tv-dokumentarist og instruktør indtil 2025 tilrettelagt mere end 70 dokumentar-udsendelser til TV2 og DR1 med vægt på undersøgende journalistik. Hertil kommer dokumentarer i feature- og reportage-genren samt en lang række tv-indslag (f.eks. til forbrugerprogrammet "Basta" på TV2). Han har desuden instrueret informationsfilm om brandsikkerhed og førstehjælp.    
Michael Klint har været ansat på DSB's pressesektion (1986-87), Jydske TV i Haderslev (1987-90), Nordisk Film TV (1990-99), og har herefter med eget firma været freelance journalist og dokumentar-producent (1999-2014). I 2014 blev han fastansat som undersøgende journalist på DR Dokumentar. Michael Klint sagde op på DR i oktober 2024, og har efterfølgende arbejdet som freelancejournalist og filminstruktør.   
Michael Klint er modtager af Billed-Bladets TV Oscar 1995 (for dokumentaren "113 Skud" om Nørrebro-sagen, sendt på TV2), samt modtager af Tvprisen i 2014 og 2019 (uddelt af Producentforeningen, brancheforening for producenter af spillefilm, tv og dokumentarfilm). I 2024 modtog han Advokatrådets journalistpris for dokumentaren "De Mistænkte" om uberettigede varetægtsfængslinger.
Michael Klint har 5 gange været nomineret til Cavlingprisen, som er den mest prestigefyldte journalistpris i Danmark (bl.a. i 1995 for "Alle magtens Mænd", en dokumentar om magtkoncentrationen i justitsministeriet, sendt på TV2). Han har modtaget Cavlingprisen 3 gange. Det var han den første danske journalist til at opnå. Første gang i 1996 for dokumentarerne "Den perfekte Patient" og "Eksperimentet" om Boneloc-sagen (sendt på TV2). Herefter i 2005 sammen med Christian Andersen for dokumentaren "Hævet over mistanke" om Løgstør-sagen (sendt på DR1), og senest i 2013 for dokumentar-serien "I skattely", der afslørede finansielle rådgiveres vejledning om skattely (sendt på DR1). Kun en anden dansk journalist har sidenhen opnået at modtage en tredje Cavling-statuette (noteret 2020). Cavlingpriserne er modtaget i samarbejde med andre journalister.  
Michael Klint blev i 2007 optaget i Kraks Blå Bog. 